# Melanie C
Melanie Jayne Chisholm (sinh ngày 12/1/1974, nghệ danh: Mel C hay Melanie C) là ca sĩ, diễn viên, nhân vật truyền hình người Anh Quốc. Cô từng là thành viên của nhóm nhạc nữ Spice Girls với biệt danh Sporty Spice. Chisholm bắt đầu sự nghiệp đơn ca vào cuối năm 1998.